# Catedral de San Juan Evangelista (Portsmouth)
La catedral de San Juan Evangelista (en inglés: Cathedral of St John the Evangelist), también conocida como la catedral de San Juan, es una catedral católica en Portsmouth, Inglaterra en el Reino Unido. Fue inaugurada en 1882 y es la primera catedral que fue construida en Portsmouth. Es la sede episcopal de la diócesis de Portsmouth, regida en la actualidad por Philip Egan. Se dedicó el 10 de agosto de 1882.
La catedral es una de las dos catedrales de la ciudad, siendo la otro la de la Iglesia de Inglaterra la Catedral de Santo Tomás, que se encuentra cerca de una milla al sur y que no fue abierta sino hasta 1927.